# グローヴァ (語学サービス)
株式会社グローヴァ（英文名称:Glova Corporation）は 東京都千代田区に本社を置き、企業向けに人間による翻訳、通訳、語学研修のサービスを提供する日本の企業。株式会社メタリアルの完全子会社である。

## 沿革
出典は、株式会社メタリアルの有価証券報告書。
- 2000年1月 - 株式会社ノヴァにおいて社内ベンチャーとして株式会社グローヴァが設立
- 2001年 - 企業向けの語学研修を事業内容とする株式会社海外放送センターを子会社化
- 2004年 - 機械翻訳を主事業として設立された株式会社ロゼッタの100％子会社となる
- 2015年 - 株式会社ロゼッタは東京証券取引所マザーズに上場
- 2019年 - 株式会社ロゼッタの子会社となっていた株式会社インターメディアを吸収合併
- 2021年 - 株式会社ロゼッタは株式会社メタリアルに商号変更

## 事業
- 翻訳事業
- 通訳事業
- 研修事業